# Lancer du javelot féminin aux Jeux olympiques d'été de 1964
Navigation
Rome 1960 Mexico 1968
L'épreuve du lancer du javelot féminin aux Jeux olympiques de 1964 s'est déroulée le 16 octobre 1964 au Stade olympique national de Tokyo, au Japon.  Elle est remportée par la Roumaine Mihaela Peneș.

## Résultats

### Finale
| Rang               | Athlète               | Pays                       | Essais | Essais | Essais | Essais         | Essais         | Essais         | Marque |
| Rang               | Athlète               | Pays                       | 1      | 2      | 3      | 4              | 5              | 6              | Marque |
| ------------------ | --------------------- | -------------------------- | ------ | ------ | ------ | -------------- | -------------- | -------------- | ------ |
| Médaille d'or      | Mihaela Peneș         | Roumanie                   | 60,54  | 52,76  | x      | 50,72          | 51,44          | 53,77          | 60,54  |
| Médaille d'argent  | Márta Rudas           | Hongrie                    | 53,21  | 58,27  | x      | 54,17          | 50,24          | x              | 58,27  |
| Médaille de bronze | Yelena Gorchakova     | Union soviétique           | 56,43  | 49,21  | 53,10  | 57,06          | 55,23          | x              | 57,06  |
| 4                  | Birutė Kalėdienė      | Union soviétique           | 53,79  | x      | 54,13  | 56,31          | 54,68          | x              | 56,31  |
| 5                  | Elvīra Ozoliņa        | Union soviétique           | 54,68  | 54,81  | x      | x              | x              | x              | 54,81  |
| 6                  | Maria Diţi-Diaconescu | Roumanie                   | x      | 53,71  | 50,49  | 51,21          | 51,35          | 52,00          | 53,71  |
| 7                  | Hiroko Sato           | Japon                      | 47,28  | 52,48  | 49,18  | Non qualifiées | Non qualifiées | Non qualifiées | 52,48  |
| 8                  | Anneliese Gerhards    | Équipe unifiée d’Allemagne | 52,37  | 46,79  | 45,88  | Non qualifiées | Non qualifiées | Non qualifiées | 52,37  |
| 9                  | Susan Mary Platt      | Grande-Bretagne            | 48,59  | 48,00  | 48,45  | Non qualifiées | Non qualifiées | Non qualifiées | 48,59  |
| 10                 | Michèle Demys         | France                     | 45,95  | 47,14  | 47,25  | Non qualifiées | Non qualifiées | Non qualifiées | 47,25  |
| 11                 | Misako Katayama       | Japon                      | 45,16  | 46,87  | 42,37  | Non qualifiées | Non qualifiées | Non qualifiées | 46,87  |
| 12                 | Rosemarie Schubert    | Équipe unifiée d’Allemagne | x      | x      | 46,50  | Non qualifiées | Non qualifiées | Non qualifiées | 46,50  |